# Șoimuș
Șoimuș es una comuna ubicada en el distrito de Hunedoara, Rumania.

## Superficie
Cuenta con una superficie de 68,59 kilómetros cuadrados.

## Demografía
Hasta 2021 la población era de 3386 habitantes, con una densidad de población de 49,37 habitantes por kilómetro cuadrado.